# نخل پروانه
نخل پروانه (نام علمی: Dypsis lutescens) نام یک گونه از سرده نخل‌های لاغر است.